# Jo Ann Garrett
Jo Ann Garrett (* 1954 in Chicago) ist eine amerikanische Soulsängerin.
Jo Ann Garrett wuchs zusammen mit ihren sieben Brüder an der West Side Maxwell Street auf, bis ihre Familie in die Robert Taylor Homes zog. Als 15-jährige Schülerin der DuSable High School in Chicago gewann sie einen Talentewettbewerb im Regal Theater, keine schlechte Leistung, wenn man das riesige Talentereservoir Chicagos betrachtet. Bei den Aufnahmen entstand „Stay by My Side“, ein großer regionaler Hit. Nachfolgeaufnahmen waren Dee Clark's „You Can't Come In“ (März 1967) und „Thousand Miles Away“ (1968) mit The Dells als Backgroundsänger, was aber auf der Platte nicht erwähnt wurde. 1969 verließ sie Chess Records und nahm noch bis 1973 bei anderen Plattenfirmen auf.

## Diskographie
(Quelle:)

### Alben
- 1969 Just a Taste

### Zusammenstellungen
- 1996 Chicago Radio Soul Verschiedene Interpreten
- 1997 Chess Soul: A Decade of Chicago's Finest Verschiedene Interpreten
- 1998 Chicago Blues: Rockin' After Midnight Verschiedene Interpreten

### Singles
- Stay by My Side
- You can´t come in
- Thousand Miles away
- That Little Brown Letter b/w I've Gotta Be Loved
- One Woman
- Unforgettable b/w We Can Learn Together
- I'm Under Your Control b/w Sting Me Baby
- Don't Abuse Your Faithful Love b/w Charlie Boy (We Got to Love One Another)